# Шмидт, Пауль-Отто
Пауль Отто Густав Шмидт (нем. Paul Otto Gustav Schmidt; 23 июня 1899, Берлин, Германская империя — 21 апреля 1970, Гмунд-ам-Тегернзе, Мисбах, Бавария, ФРГ) — немецкий переводчик, сотрудник Министерства иностранных дел нацистской Германии (1924—1945), официальный переводчик Адольфа Гитлера (с 1935).
Руководитель бюро министра, штандартенфюрер (1940).

## Биография
В 1917—1918 годах Шмидт принимал участие в Первой мировой войне в качестве рядового и был ранен на Западном фронте.
После этого он изучал современные языки в Берлине и одновременно работал в американском агентстве печати. С 1921 посещал курсы подготовки переводчиков для конференций при Министерстве иностранных дел, на которых он отличался своими выдающимися способностями памяти. В июле 1923 — ещё во время подготовки к экзаменам — Пауль Шмидт получил первое задание языковой службы Министерства иностранных дел, а именно в Постоянной палате международного правосудия в Гааге.
Завершив учёбу, Шмидт некоторое время работал в Управлении иностранных языков имперского правительства, затем в 1924 году поступил на службу переводчиком в Министерство иностранных дел. При Густаве Штреземане Шмидт был назначен главным переводчиком и исполнял эту функцию после прихода к власти национал-социалистов вплоть до 1945 года. В этой роли он присутствовал при подписании Локарнских договоров, а также принимал участие во многих других важнейших международных конференциях.
Владея английским, французским, нидерландским, итальянским, испанским, чешским, словацким и польским языками, он присутствовал при всех важнейших переговорах, в том числе в связи с заключением Мюнхенского соглашения. Пользусь большим авторитетом у Гитлера, Шмидт также стал ответственным за редакцию протоколов по результатам переговоров и в этом качестве присутствовал на переговорах даже в тех случаях, когда не переводил сам — например, при заключении пакта Молотова — Риббентропа, или во время многочисленных переговоров между Гитлером и Муссолини.
Дальнейшими важными пунктами его карьеры были:
- 1933: секретарь миссии
- 1938: посланник
- 1940: министериальдиригент, посланник первого класса и штандартенфюрер

В 1943 Шмидт вступил в НСДАП.
В мае 1945 года Шмидт был арестован и интернирован американцами. Он относился к дипломатам, которые при допросе союзниками в октябре 1945 года оценивали нападение на Советский Союз 22 июня 1941 года не как эскалацию немецкой военной агрессии, а как необходимый стратегический шаг в целях самозащиты. В 1948 году Шмидт был освобождён.
В 1952 году Шмидт принял должность ректора Мюнхенского института иностранных языков и переводчиков. В 1967 году отказался от переизбрания по причине своего возраста.

## «Статист на дипломатической сцене»
«Статист на дипломатической сцене» («Переводчик Гитлера» в русском издании) — название мемуаров Пауля Шмидта, которые он представил как личные воспоминания из первых уст важнейшего свидетеля за 21-летний период европейской внешней политики. В этой работе собрано множество поучительных примеров тактики ведения переговоров, остроумные наблюдения, сделанные автором на встречах, совещаниях и конференциях, проводимых во всех частях света, выводы, применимые и на ином уровне отношений, а также описание различных неординарных ситуаций и трудностей, с которыми приходится сталкиваться переводчику при выполнении его задач.

Друзья, наблюдавшие за заседанием Большой четвёрки через стеклянные двери, рассказывали мне, что когда я добивался того, чтобы мой перевод был услышан, то был похож на школьного учителя, пытающегося навести порядок в недисциплинированном классе. После этого мы стали называть конференции Большой четвёрки кодовым названием «класс», особенно во время кризиса 1939 года.

Я сидел рядом с Гитлером, но вынужден был все время говорить, тогда как самые лакомые блюда уносили нетронутыми, и в результате я встал из-за стола голодным. Тогда я ещё не овладел приёмами, позволяющими одновременно есть и работать: когда мой клиент прекращал есть, чтобы дать мне свой текст, я должен был бы есть, а затем переводить, пока он ест. Такая процедура была признана chefs de protocole, начальниками протокола, изобретательным решением для переводчиков на банкетах.

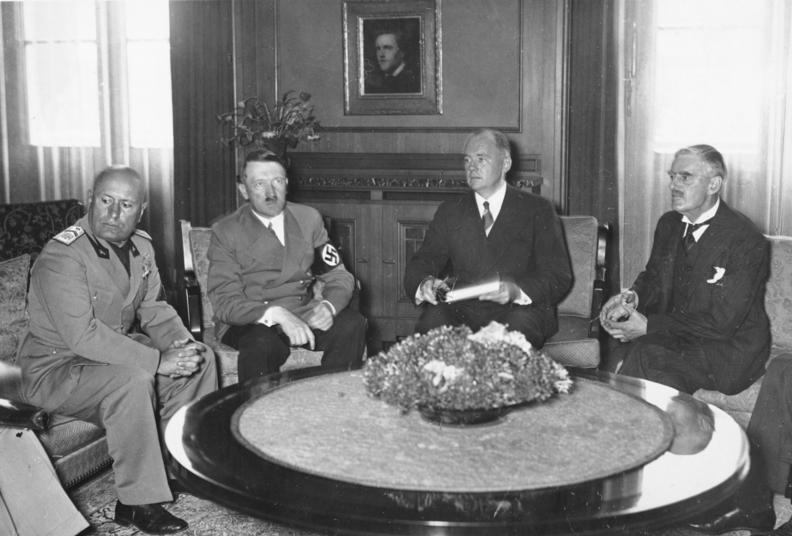
На Мюнхенской конференции 29 сентября 1938 года: Муссолини, Гитлер, Шмидт, Чемберлен

Шмидт был убеждён в том, 

что между hommes de bonne volonte, людьми доброй воли, независимо от национальности, могут быть преодолены даже самые большие трудности. Двадцать лет уникального опыта дипломатии самого высокого уровня подтвердили это мнение и добавили к нему убеждение, что настоящими врагами человечества являются фанатики, к какому бы лагерю они ни принадлежали.

Шмидт старается показать, что он относит нацистов к этой категории — особенно Гитлера и Риббентропа. В своих суждениях о людях, на которых он работал так преданно и так долго, он часто высказывает порицание и презрение — и его критиковали за это. Он утверждает, что никогда не симпатизировал нацистам, что просто выполнял свою работу как государственный гражданский служащий и опытный специалист, что он не делал секрета из своих независимых взглядов и что это должным образом отмечалось в его досье.

Он, конечно, проявил большое мужество, сопротивляясь нажиму и не вступая в нацистскую партию до 1943 года, несмотря на своё особое положение.

…буря другого рода разразилась в Канцелярии над моей невинной головой.

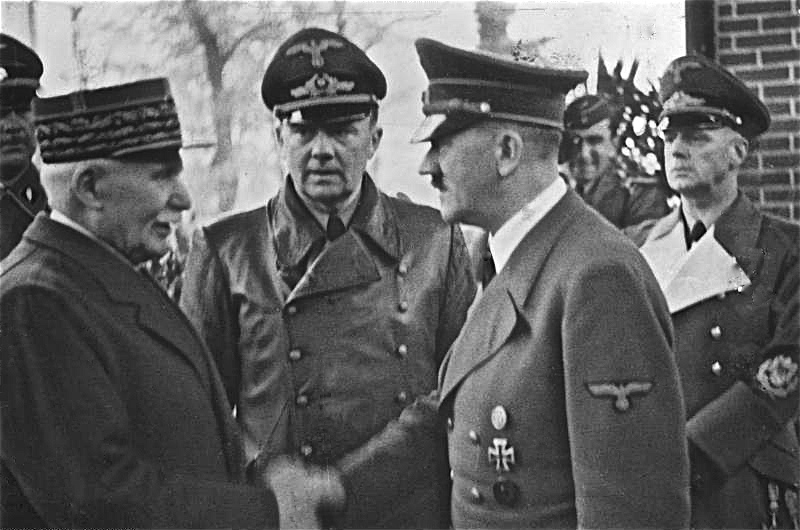
Шмидт на встрече Гитлера с маршалом Петеном. 24 октября 1940 года. Справа, рейхсминистр иностранных дел Иоахим фон Риббентроп

Я, с моей «плутократической» шляпой и макинтошем, привлек неблагосклонное внимание Гитлера как единственный штатский среди официальных представителей «Оси», облаченных в мундиры. <…> Мой костюм не причинял мне никаких неудобств, и я давно уже привык к намекам членов партии вроде: «Вы похожи на президента республики» <…> Но теперь мне, наконец, сказали, что мой костюм «невозможен» и с этих пор я должен появляться в форме, когда перевожу для Гитлера в присутствии публики. Гитлер снабдил меня мундиром СС, а Геринг — униформой военно-воздушных сил.